# Ufuk Kocabaş
Ufuk Kocabaş  (* 1968) ist ein türkischer Unterwasserarchäologe. Er leitet die Abteilung für Konservierung und Restaurierung sowie die Division für Konservierung unterwasserarchäologischer Objekte an der Universität Istanbul, wo er als Associate Professor beschäftigt ist.

## Leben
Ufuk Kocabaş wurde 2005 über Ankerfunde im Marmarameer an der Universität Istanbul promoviert. 2006 folgte die Anwartschaft Yardımcı Doçent und 2010 der akademische Grad Doçent.  Er wurde der internationalen Öffentlichkeit durch seine Ausgrabungen im Theodosius-Hafen bekannt, bei denen 37 Schiffswracks aus der Zeit zwischen dem 5. und dem 11. Jahrhundert zu Tage gefördert wurden. Eines der Schiffe (Nr. 12), ein Nachbau, der 9,64 m lang sein wird, soll 2016 in See stechen.
Kocabaş ist Mitglied des Turkish National Commission for UNESCO-Tangible Cultural Heritage Committee.

## Veröffentlichungen (Auswahl)
- mit Ünal Akkemik: Woods of Byzantine Trade Ships of Yenikapı (Istanbul) and Changes in Wood Use from 6th to 11th Century, in: Mediterranean  Archaeology  and Archaeometry 14,2 (2014) 317-327. (online, PDF)
- The Latest Link in the Long Tradition of Maritime Archaeology in Turkey: The Yenikapı Shipwrecks / Un nouveau maillon de la longue tradition d'archéologie maritime en Turquie: les épaves de Yenikapı / Der neueste Beitrag in der langen Tradition der Meeresarchäologie in der Türkei: Die Schiffswracks von Yenikapı, in:  European Journal of Archaeology 15,2 (2012) 309-323.
- mit Işıl Özsait Kocabaş: Shipwrecks at the Theodosian Harbour, in:  Varia Anatolica 20,1 (2010) 109-127 und in: Patrice Pomey (Hrsg.): Shipwrecks at the Theodosian Harbour. Transferts technologiques en architecture navale méditerranéenne de l'Antiquité aux temps modernes : identité technique et identité culturelle. Actes de la Table Ronde d'Istanbul 19-22 mai 2007. Istanbul : Institut Français d'Études Anatoliennes-Georges Dumézil, 2010. S. 109–127
- mit Evren Türkmenoğlu:  Yenikapi shipwrecksfieldwork, conservation-restoration procedures and construction features, in: Arqueologia nàutica mediterrània (2009) 241-250.
- Byzantine Shipwrecks at Yenikapı, in: Nergis Günsenin (Hrsg.): Between Continentns. Proceedings of the Twelth Symposium on Boat and Ship Archaeology Istanbul 2009, S. 107–114.